# François-Michel Lambert
François-Michel Lambert (* 24. August 1966 in Havanna, Kuba) ist ein französischer Politiker. Er ist seit 2012 Abgeordneter der Nationalversammlung.
Da sein Vater ein Experte der FAO war, kam Lambert auf Kuba zur Welt und verbrachte seine Kindheit in Südamerika. Danach lebte er zuerst in Montpellier, der Geburtsstadt seiner Mutter. Er arbeitete ab 1990 für die Wein- und Spirituosenfirma Pernod Ricard, zunächst in Perpignan, dann bei Paris und zuletzt in Marseille. Gleichzeitig schloss er sich den Grünen an. In Gardanne nahe Marseille, wo er seit 2002 lebte, zog er 2008 in den Gemeinderat ein und war außerdem regionaler Sekretär der grünen Partei EELV. Nach zwei erfolglosen Kandidaturen trat er bei den Wahlen 2012 im zehnten Wahlkreis des Départements Bouches-du-Rhône an. Dank des Bündnisses mit der Parti socialiste hatte er keinen sozialistischen Gegenkandidaten und erreichte im zweiten Wahlgang 41,6 % der Stimmen. Der bisherige Abgeordnete Richard Mallié kam nur auf 38,1 %, wodurch Lambert als einer von 17 Grünen Abgeordneten in die Nationalversammlung einzog.